# Йоганн Гомме
Йоганн Антон Гомме (нім. Johann Anton Homme, пол. Jan Homme) (11 лютого 1782, Вальтіце, Моравія) — бургомістр Львова (1825—1841), цісарсько-королівський радник та голова міського господарського суду.
Походив з південноморавського містечка Вальтіце (нім. Feldsberg). Старший з 9 дітей в родині кравця Ліборія Гомме (нім. Liborius Homme) та Аполонії Беч (нім. Apollonia Betsch (Petsch / Pötsch)).
В 1825 році став бурмістром Львова, очолював місто впродовж 16 років. Керував відбудовою львівської ратуші після обвалу 14 липня 1826 р.